# 아시아 법학생 연합
아시아법학생연합(ALSA, Asian Law Students' Association)은 아시아 지역의 법학생들에 의해 설립된 단체이다.
아시아법학생연합은 아시아 16여 개 국의 대학생들이 설립한 순수 학술 교류 단체이다.
회원국은 대한민국, 중국, 일본, 싱가포르, 브루나이, 홍콩, 인도네시아, 라오스, 말레이시아, 타이완, 태국, 베트남, 마카오, 스리랑카, 필리핀, 미얀마(observer)이며 대한민국에서는 경찰대,고려대, 서울대, 성균관대, 숙명여대, 연세대, 이화여대, 한양대, 경희대가 참여하고 있다.
본 연합은 정기적으로 아시아 컨퍼런스, 아시아 포럼, 스터디 트립 등을 개최하여 국제교류를 실시하고 있다.
한편, 한국연합 역시 정기적으로 국내 교류를 위하여 아시아법학생의 날 행사 개최, 춘추계 학술제 개최, 정기 모임 등을 실시하고 있다.